# Zongling
Zongling (kinesiska: 鬃岭, 鬃岭镇) är en köping i Kina. Den ligger i provinsen Guizhou, i den sydvästra delen av landet, omkring 140 kilometer väster om provinshuvudstaden Guiyang.